# Fudbalski klub Zemun
Il Fudbalski klub Zemum (serbo: ФК Земун) è una società calcistica serba con sede a Belgrado, nel municipio di Zemun, il più grande dei 17 che ne formano l'area metropolitana. 
Nella stagione 2024-2025 milita nella Prva Liga Srbija, la seconda divisione del calcio serbo.

## Storia
il 20 ottobre 1946 il FK Jedinstvo Zemun nasce dalla fusione del FK Sparta e del FK Maksim Divnić, piccole realtà sorte subito dopo la fine della Seconda Guerra Mondiale. In poco tempo il club diventa un'importante realtà a livello nazionale, fino ad ottenere la promozione in Druga Liga, categoria mantenuta per due stagioni.
A seguito di una crisi finanziaria, lo Jedinstvo è costretto alla fusione con il club della casa farmaceutica Galenika, così il 23 febbraio 1969 nasce il FK Galenika Zemun, ottenendo l'immediata promozione alla Druga Liga 1970-1971.
Il neonato club diventa uno dei più competitivi della categoria e per la prima volta, al termine del campionato 1981-1982, vinto agevolmente, ottiene la prima, storica promozione in Prva Liga. Il Galenika retrocede immediatamente, arrivando ultimo con 19 punti, ma in stagione vince un memorabile derby con la Stella Rossa.
Nel gennaio del 1985 assume la denominazione attuale, FK Zemun, al termine della stagione successiva retrocede in Treća Liga. Fa ritorno in seconda divisione nel 1989, vincendo il girone nord di 1988-1989, venendo immediatamente promosso in Prva Liga, campionato che termina al 13º posto. La stagione 1991-1992, quella passata alla storia come l'ultima jugoslava ancora con squadre di altre repubbliche (nella fattispecie bosniache e macedoni, avendo quelle croate e slovene abbandonato le competizioni l'anno precedente), termina al 10º posto.
l'FK Zemun resta nella massima divisione nazionale fino al 2007, quando termina la stagione all'ultimo posto e retrocede.
Arrivando secondo nel 2017, ritorna finalmente in SuperLiga, chiudendo all'undicesimo posto finale, per poi retrocedere al termine della stagione successiva.
Nel 2008 ha raggiunto la finale della Coppa di Serbia, persa contro il Partizan.
Gioca le partite casalinghe al Gradski Stadion Zemun, che ha una capienza di 12 000 spettatori, attualmente ridotti a 9.600.

## Rosa 2019-2020
Rosa aggiornata all'8 giugno 2019
| N. |                                 | Ruolo | Calciatore                |
| -- | ------------------------------- | ----- | ------------------------- |
| 1  | Serbia (bandiera)               | P     | Marko Milošević           |
| 2  | Serbia (bandiera)               | D     | Predrag Stanimirović      |
| 3  | Serbia (bandiera)               | D     | Nikola Petrović           |
| 5  | Serbia (bandiera)               | D     | Nenad Cvetković           |
| 6  | Macedonia del Nord (bandiera)   | C     | Milosh Tosheski           |
| 7  | Serbia (bandiera)               | C     | Mateja Njamculović        |
| 9  | Montenegro (bandiera)           | A     | Filip Kukuličić           |
| 10 | Lituania (bandiera)             | C     | Daniel Romanovskij        |
| 14 | Namibia (bandiera)              | A     | Hendrik Somaeb            |
| 15 | Montenegro (bandiera)           | D     | Emir Azemović             |
| 17 | Serbia (bandiera)               | C     | Stevan Luković (capitano) |
| 19 | Bosnia ed Erzegovina (bandiera) | C     | Momčilo Mrkaić            |
| 20 | Serbia (bandiera)               | C     | Nikola Ristović           |
| 23 | Serbia (bandiera)               | P     | Srđan Ostojić             |
| 25 | Serbia (bandiera)               | D     | Mihailo Milutinović       |

| N. |                    | Ruolo | Calciatore       |
| -- | ------------------ | ----- | ---------------- |
| 26 | Serbia (bandiera)  | C     | Nemanja Tomić    |
| 27 | Serbia (bandiera)  | C     | Nikola Stojković |
| 28 | Serbia (bandiera)  | C     | Lazar Stokić     |
| 31 | Serbia (bandiera)  | D     | Nemanja Vučić    |
| 32 | Serbia (bandiera)  | A     | Miloš Podunavac  |
| 50 | Serbia (bandiera)  | P     | Nikola Pejović   |
| 86 | Serbia (bandiera)  | C     | Marko Đalović    |
|    | Serbia (bandiera)  | P     | Miloš Krunić     |
|    | Serbia (bandiera)  | D     | Ivan Ilić        |
|    | Serbia (bandiera)  | A     | Nikola Nešović   |
|    | Nigeria (bandiera) | A     | Moses John       |
|    | Serbia (bandiera)  | A     | Dejan Vidić      |
|    | Serbia (bandiera)  | A     | Nikola Savić     |
|    | Serbia (bandiera)  | C     | Nenad Adžibaba   |

## Giocatori famosi
Tra i giocatori passati al Gradski stadion, non si possono non ricordare:
- Slobodan Santrač
- Dragan Mance
- Aleksandar Kristić
- Ratomir Dujković
- Dejan Lekić
- Nenad Milijaš
- Dragan Mladenović

## Palmarès

### Competizioni nazionali
- 2. Savezna liga: 2

1981-1982 (girone est), 1989-1990
- Srpska Liga: 2

2008-2009 (girone Belgrado), 2023-2024 (girone Belgrado)

### Altri piazzamenti
- 2. Savezna liga:

Secondo posto: 1980-1981 (girone est)
- Kup Maršala Tita:

Semifinalista: 1981-1982
- Coppa di Serbia:

Finalista: 2007-2008
Semifinalista: 1992-1993, 1999-2000
- Prva Liga Srbija:

Secondo posto: 2016-2017
- Coppa Mitropa:

Terzo posto: 1982-1983